# Jean-Baptiste Durival
Pour les articles homonymes, voir Durival.
Jean-Baptiste Durival, né le 4 juillet 1725 à Saint-Aubin-sur-Aire et mort le 14 février 1810 à Heillecourt, est un homme politique et écrivain lorrain puis française.

## Biographie

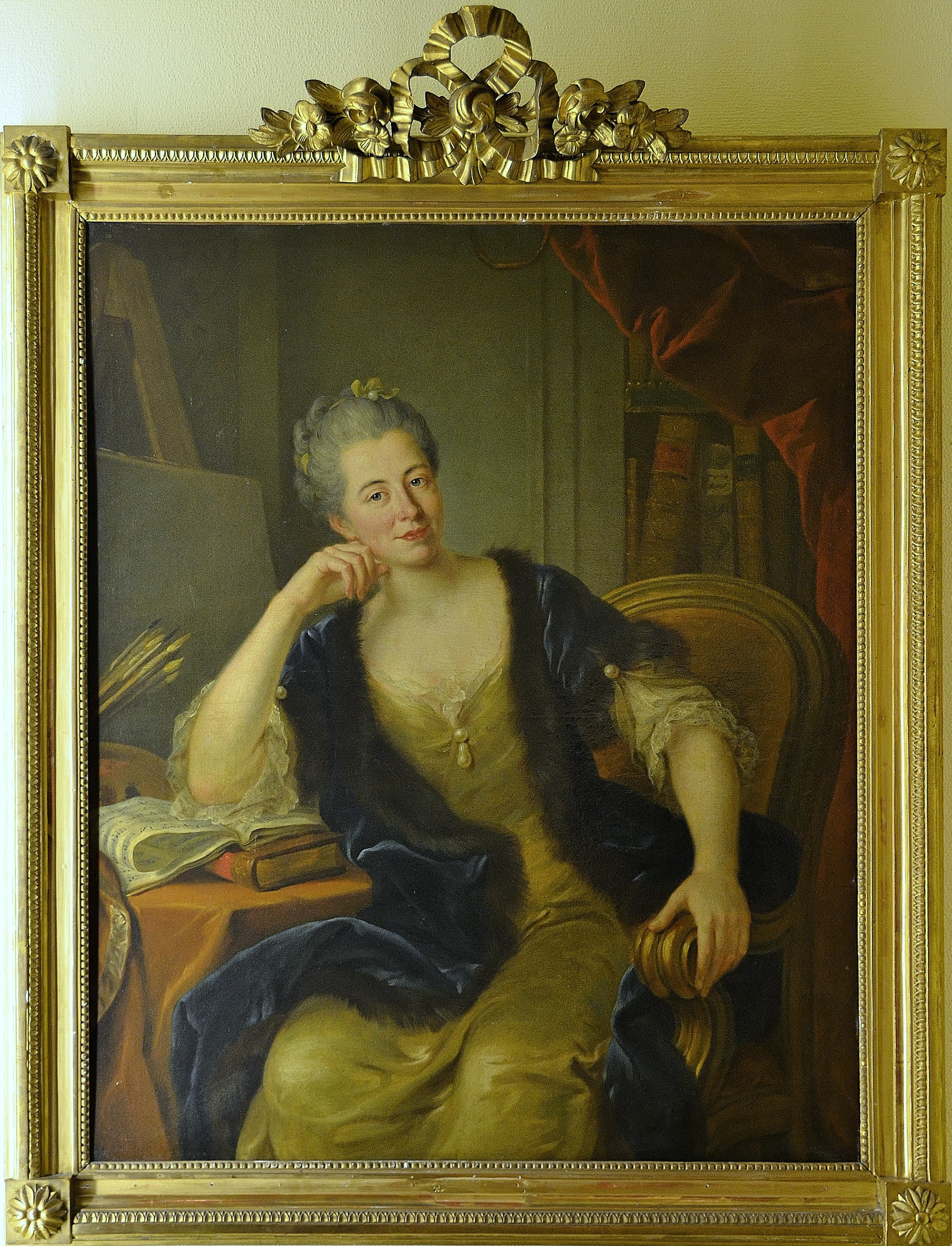
Louise Elisabeth Dufresne-Durival

Frère cadet de Nicolas Luton Durival, Jean-Baptiste fut, après son frère, secrétaire des conseils d’État et des finances de Stanislas, duc de Lorraine. En 1761, il est aussi premier secrétaire de l'intendance de Lorraine, et commissaire des guerres pour la Lorraine. En 1766, il devient premier secrétaire des Affaires étrangères, sous le ministère du duc de Choiseul.
Le 24 mars 1761, il épouse Louise Elisabeth Dufresne (ou du Fresne), fille d'un maître d'hôtel et lieutenant des chasses et plaisirs de Stanislas Leszczynski, qui a été élevée avec la fille de Chaumont de la Galaizière, chancelier de Lorraine.
En 1777, il est envoyé aux Provinces-Unies en qualité de ministre de France.
Il a fourni une quinzaine d'articles à l’Encyclopédie, sous le nom de Durival le Jeune (pour le distinguer de son frère Nicolas), dans le domaine de l’art militaire - non sans une pointe critique.

« La France est le pays du monde qui possede les plus beaux reglemens & les plus sages, sur toutes les parties d’administration ; ils annoncent le zele, l’équité, & les lumieres des ministres & magistrats qui les ont conçus & rédigés ; tous les cas y sont prévus, toutes les difficultés résolues : il ne leur manque que l’exécution. »

— « Fauteuil, (droit de), Police mil. », Enc., vol. VI (1756), p. 439b
Il laisse en outre quelques opuscules inédits. Il était membre de l’Académie de Stanislas à Nancy.

## Publications
Il est l’auteur de plusieurs ouvrages militaires et historiques.
- De la levée et du licenciement des troupes, 1757, in-12.
- Détails militaires, 1758, in-12.
- Essai sur l’infanterie française, 1760, in-12.
- Discours prononcé dans l'Académie royale des sciences et belles lettres de Nancy le lundi 20 octobre 1760, 1760, in-12.
- Le Point d’honneur.
- Histoire du règne de Philippe II, roi d'Espagne, traduite avec Mirabeau de l’anglais de Watson, Amsterdam, 1777, 4 vol. in-12[2].